# Casuarina

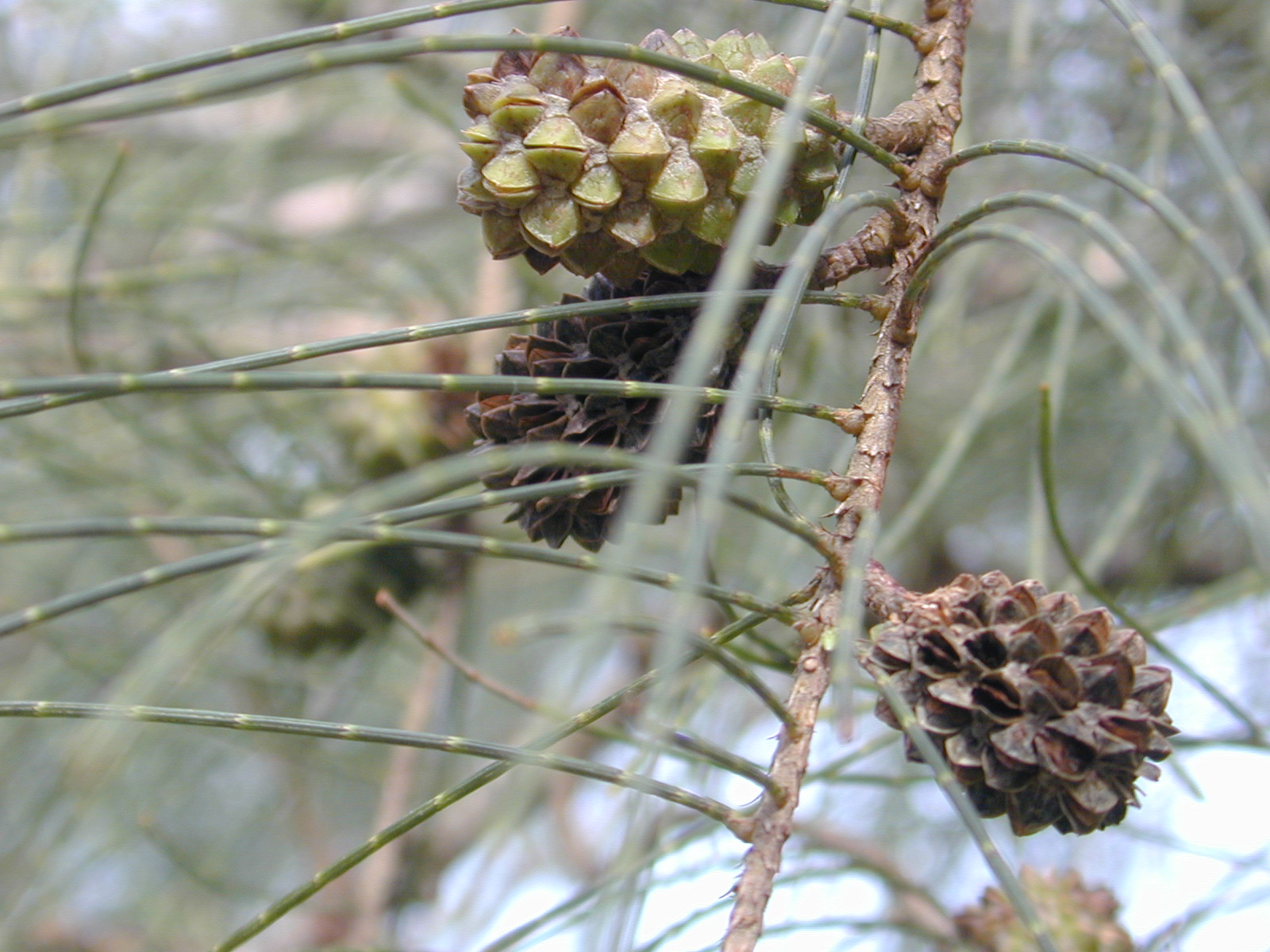
Fruit de C. equisetifolia

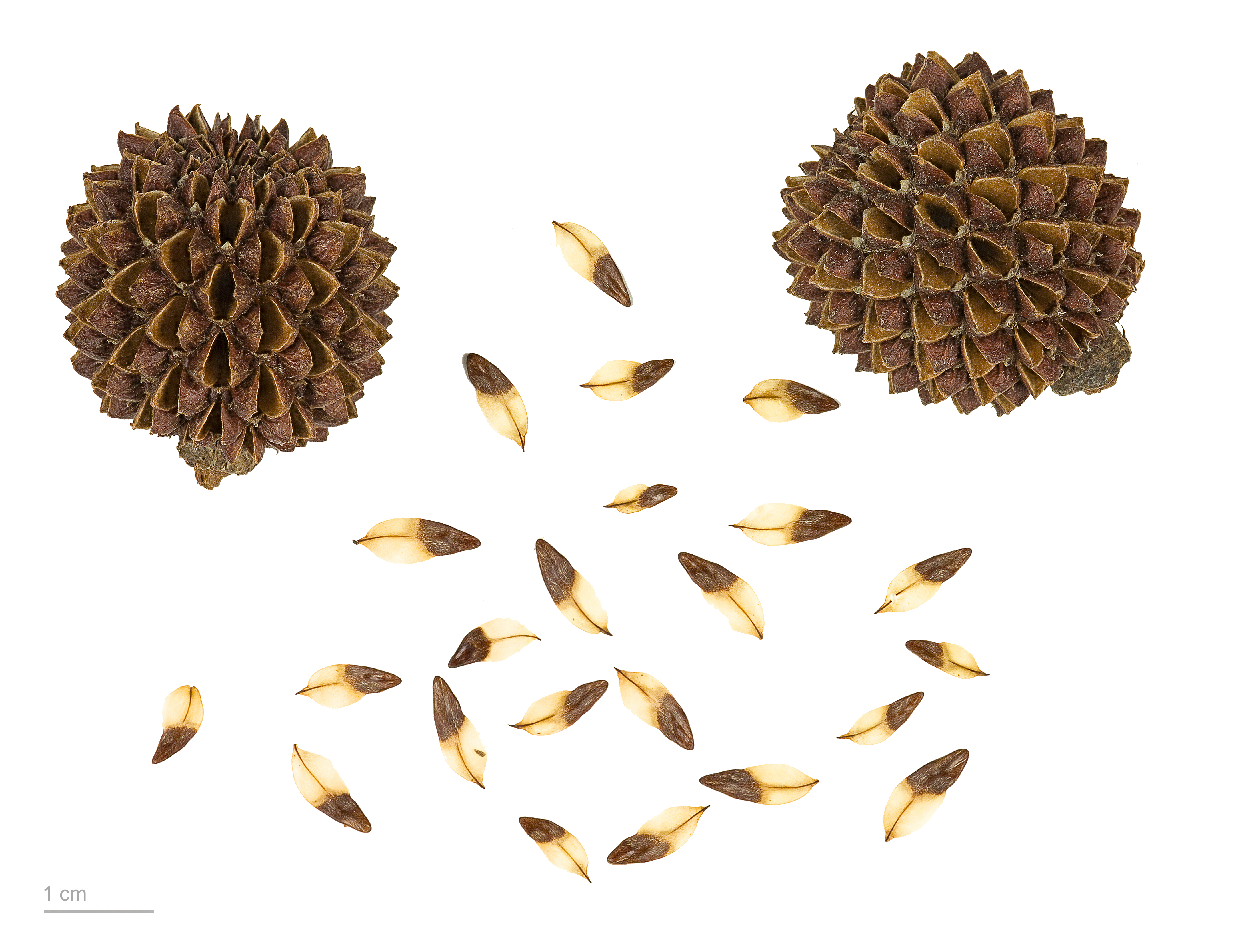
Casuarina sp.

Casuarina és un gènere amb 17 espècies dins la família Casuarinaceae, és originari d'Australàsia, el subcontinent indi, sud-est d'Àsia i Illes del Pacífic. Anteriorment es tractava com un gènere monotípic però s'ha dividit en tres gèneres.
Són arbres o arbusts de fulla persistent que fan fins a 35 m d'alt.

## Algunes espècies
- Casuarina cristata Miq..
- Casuarina cunninghamiana Miq. –
- Casuarina equisetifolia
- Casuarina glauca Sieber ex Spreng.
- Casuarina grandis L.A.S.Johnson (Nova Guinea)
- Casuarina junghuhniana Miq. (Indonèsia)
- Casuarina obesa Miq.
- Casuarina oligodon L.A.S.Johnson
- Casuarina pauper F.Muell. ex L.A.S.Johnson (Interior d'Austràlia)

Fonts:

### Anteriorment ubicats en aquest gènere
| - Allocasuarina acuaria (F. Muell.) L.A.S.Johnson (com C. acuaria F.Muell.) - Allocasuarina acutivalvis (F. Muell.) L.A.S.Johnson (com C. acutivalvis F.Muell.) - Allocasuarina campestris (Diels) L.A.S.Johnson (com C. campestris Diels) - Allocasuarina corniculata (F.Muell.) L.A.S.Johnson (com C. corniculata F.Muell.) - Allocasuarina decussata (Benth.) L.A.S.Johnson (com C. decussata Benth.) - Allocasuarina distyla (Vent.) L.A.S.Johnson (com C. distyla Vent.) - Allocasuarina drummondiana (Miq.) L.A.S.Johnson (com C. drummondiana Miq.) - Allocasuarina fibrosa (C.A.Gardner) L.A.S.Johnson (com C. fibrosa C.A.Gardner) - Allocasuarina fraseriana (Miq.) L.A.S.Johnson (com C. fraseriana Miq.) - Allocasuarina grevilleoides (Diels) L.A.S.Johnson (com C. grevilleoides Diels) - Allocasuarina helmsii (Ewart & Gordon) L.A.S.Johnson (com C. helmsii Ewart & Gordon) - Allocasuarina huegeliana (Miq.) L.A.S.Johnson (com C. huegeliana Miq.) - Allocasuarina humilis (Otto & A. Dietr.) L.A.S.Johnson (com C. humilis Otto & A.Dietr.) - Allocasuarina inophloia (F. Muell. & F. M. Bailey) L.A.S.Johnson (com C. inophloia F.Muell. & F.M.Bailey) - Allocasuarina lehmanniana subsp. lehmanniana (com C. baxteriana Miq. or C. lehmanniana Miq.) - Allocasuarina littoralis (Salisb.) L.A.S.Johnson (com C. littoralis Salisb. or C. suberosa Otto & A.Dietr.) | - Allocasuarina luehmannii (R.T.Baker) L.A.S.Johnson (com C. luehmannii R.T.Baker) - Allocasuarina muelleriana (Miq.) L.A.S.Johnson (com C. muelleriana Miq.) - Allocasuarina nana (Sieber ex Spreng.) L.A.S.Johnson (com C. nana Sieber ex Spreng.) - Allocasuarina paludosa (Sieber ex Spreng.) L.A.S.Johnson (as C. paludosa Sieber ex Spreng.) - Allocasuarina pusilla (Macklin) L.A.S.Johnson (as C. pusilla Macklin) - Allocasuarina thuyoides (Miq.) L.A.S.Johnson (as C. thuyoides Miq.) - Allocasuarina torulosa (Aiton) L.A.S.Johnson (as C. tenuissima Sieber ex Spreng. or C. torulosa Aiton) - Allocasuarina trichodon (Miq.) L.A.S.Johnson (as C. trichodon Miq.) - Allocasuarina verticillata (Lam.) L.A.S.Johnson (as C. quadrivalvis Labill., C. stricta Aiton or C. verticillata Lam.) - Gymnostoma deplancheanum (Miq.) L.A.S.Johnson (as C. deplancheana Miq.) - Gymnostoma nodiflorum (Thunb.) L.A.S.Johnson (as C. angulata J.Poiss. or C. nodiflora Thunb.) - Gymnostoma papuanum (S. Moore) L.A.S.Johnson (as C. papuana S.Moore) - Gymnostoma rumphianum (Miq.) L.A.S.Johnson (as C. rumphiana Miq.) - Gymnostoma sumatranum (Jungh. ex de Vriese) L.A.S.Johnson (com C. sumatrana Jungh. ex de Vriese) |

La resina exsudada per algunes casuarines és comestible i va ser una font d'aliment pels aborígens australians.

### Espècies invasores
C. cunninghamiana, C. glauca i C. equisetifolia s'han introduït en diversos països incloent Argentina, Cuba, Xina, Egipte, Israel, l'Iraq, Maurici, Kenya, Mèxic, Sud-àfrica i les Bahames i el sud dels Estats Units i ara es consideren espècies invasores.